# BR-282
A BR-282 é uma rodovia transversal no Sul do Brasil. Seu projeto oficial contempla a ligação entre Florianópolis (SC) e Paraíso (SC) (fronteira com a Argentina). É uma rodovia de pista simples, sendo duplicada nos seus primeiros 16,6;km; os 14 km no trecho urbano de Xanxerê e o acesso a Chapecó estão em obras de duplicação. Também no perímetro urbano de Lages, estão sendo construídas vias marginais e viadutos, além disso um trecho está sendo duplicado, num total de 6 quilômetros de obras. Entre Florianópolis e São José, a BR recebe o nome de "Via Expressa". Coincide com a BR-101 no trecho entre São José e Palhoça onde torna a separar-se seguindo em sentido oeste inicialmente pelo Vale do Rio Cubatão, atravessa a região da Grande Florianópolis vencendo a Serra Geral, prossegue passando pelo planalto sul, meio-oeste, oeste, extremo-oeste atingindo a fronteira com a República argentina. Muitas vezes chamada de "corredor do Mercosul" faz a ligação leste-oeste cruzando todo o estado de Santa Catarina. A BR conta com apenas uma balança que fica na cidade de Maravilha e vários postos da Policia Rodoviaria Federal, também conta com vários hotéis e restaurantes ao longo da rodovia.
Cidades próximas à rodovia: Florianópolis, São José, Palhoça, Santo Amaro da Imperatriz, Alfredo Wagner, Lages, Campos Novos, Joaçaba, Xanxerê, Xaxim, Chapecó, Pinhalzinho, Maravilha, São Miguel do Oeste e Paraíso.
Algumas rodovias tem seu traçado sob a rodovia como a BR-480, a BR-101 e a BR-163, entre outras.
É uma das poucas rodovias federais integralmente catarinenses.

## Galeria

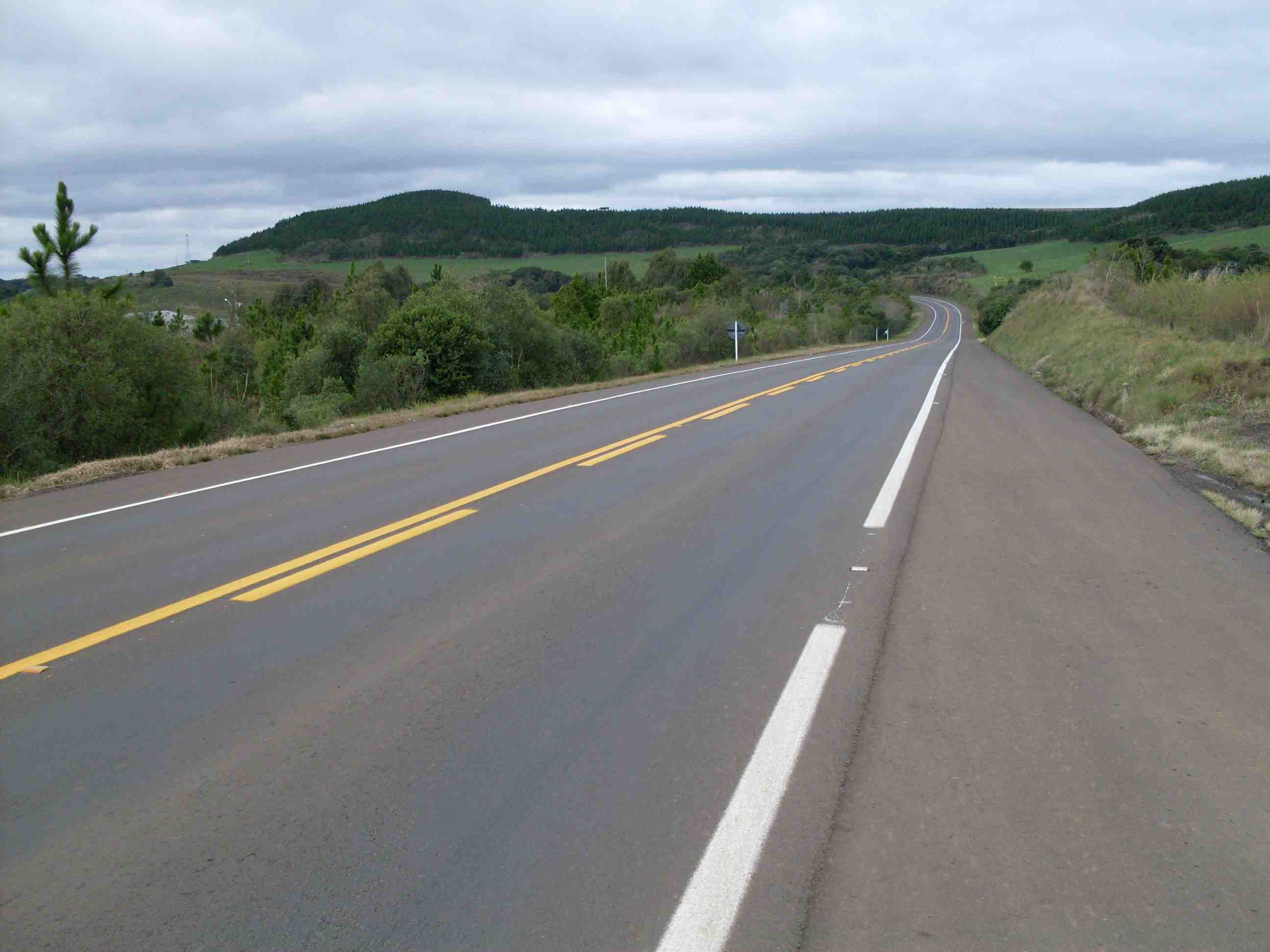
BR-282
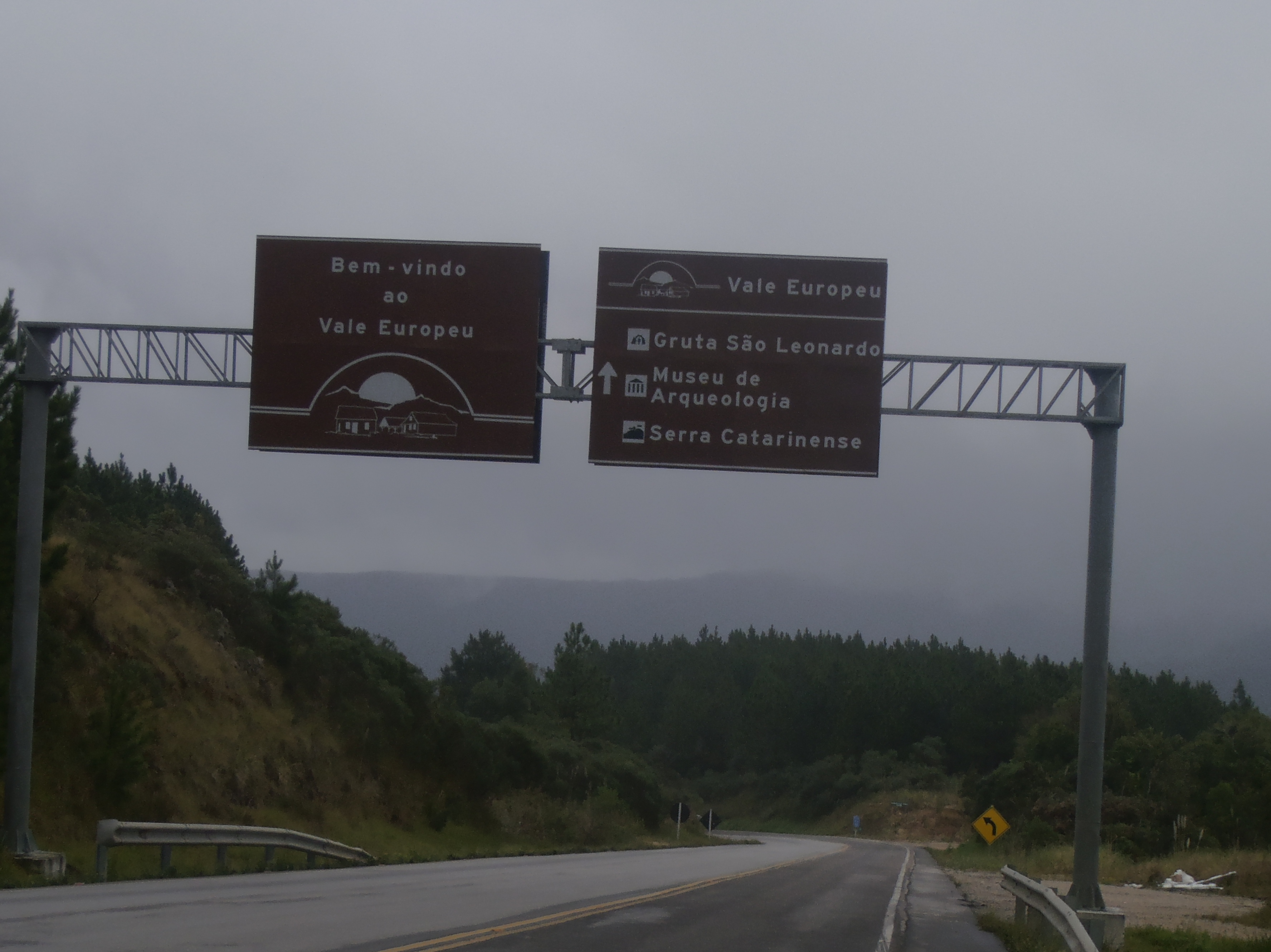
BR-282 perto de Alfredo Wagner
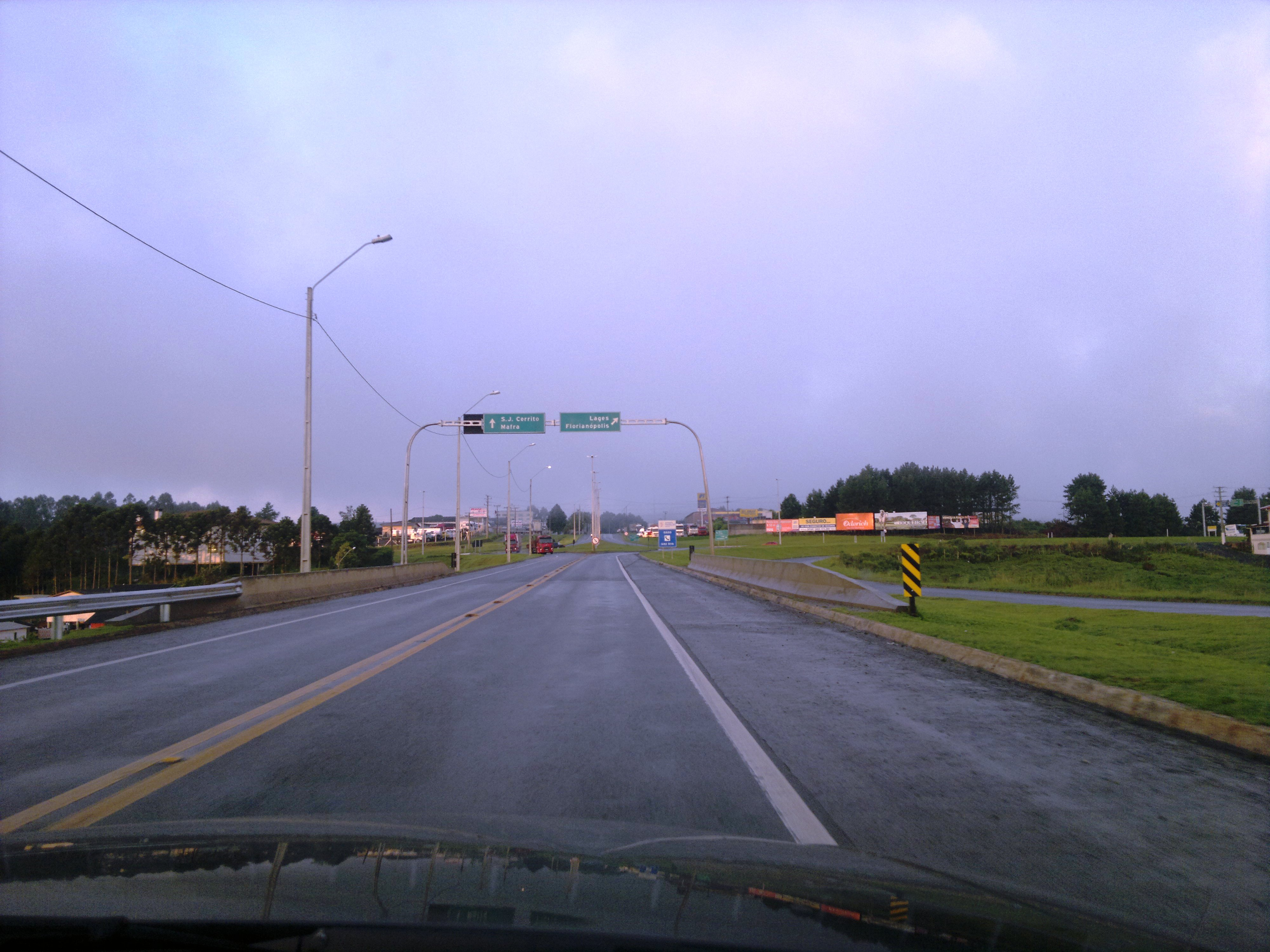
BR-282 perto de Lages
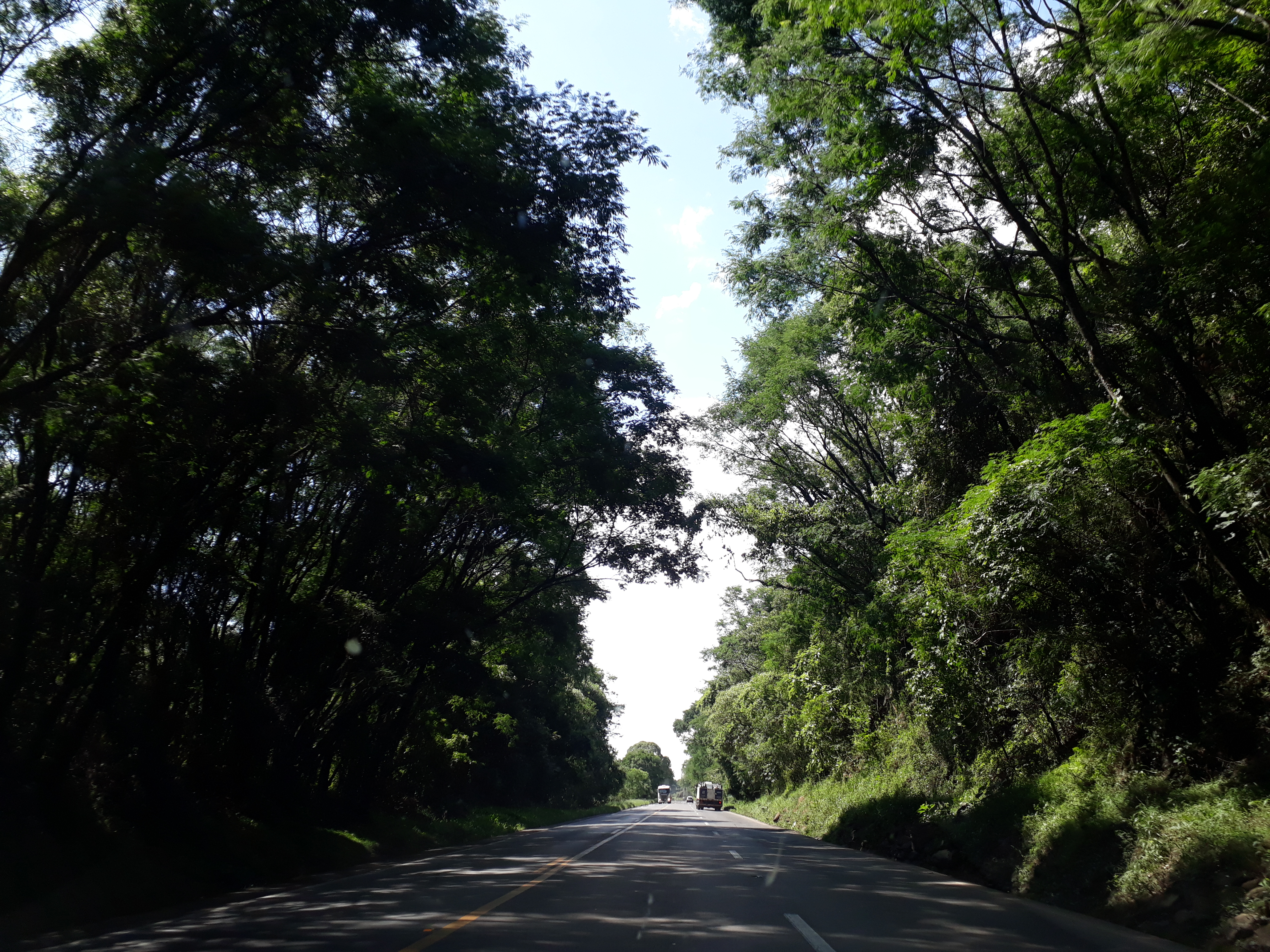
BR-282 próximo à Joaçaba
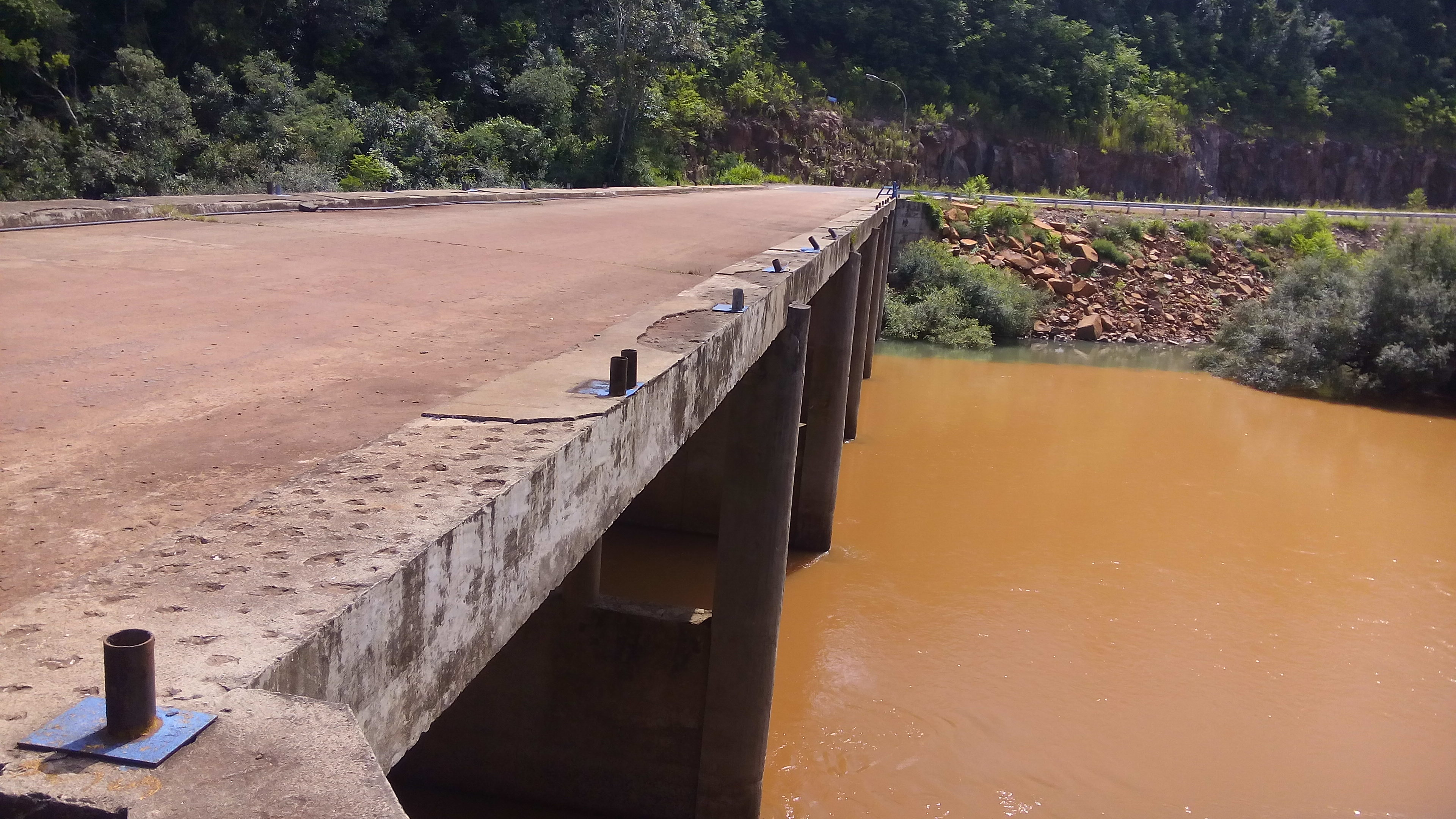
A Ponte Internacional Comandante Rosales marca o fim da BR-282 na fronteira com a Argentina.

## Trechos
| Ponto de referência                                              | Extensão do trecho | Extensão acumulada | Situação    |
| ---------------------------------------------------------------- | ------------------ | ------------------ | ----------- |
| Florianópolis                                                    | ---                | 0 km               | ---         |
| Início do trecho coincidente com a BR-101                        | 5,5 km             | 5,5 km             | Duplicado   |
| Fim do trecho coincidente com a BR-101                           | 11,1 km            | 16,6 km            | Duplicado   |
| Entroncamento SC-302/SC-429 (Alfredo Wagner)                     | 84,5 km            | 101,1 km           | Pavimentado |
| Lomba Alta (Rio São João)                                        | 10,3 km            | 111,4 km           | Pavimentado |
| Entroncamento SC-425 (Rio dos Índios)                            | 92,0 km            | 203,4 km           | Pavimentado |
| Entroncamento BR-475 (B) (Lages)                                 | 10,8 km            | 214,2 km           | Pavimentado |
| Entroncamento BR-116                                             | 5,9 km             | 220,1 km           | Duplicado   |
| Início do trecho coincidente com a BR-470                        | 102,6 km           | 322,7 km           | Pavimentado |
| Fim do trecho coincidente com a BR-470 / início com a BR-283     | 13,0 km            | 335,7 km           | Pavimentado |
| Fim do trecho coincidente com a BR-283 / Entroncamento SC-455    | 2,5 km             | 338,2 km           | Pavimentado |
| Entroncamento SC-303 (Joaçaba)                                   | 42,5 km            | 380,7 km           | Pavimentado |
| Entroncamento SC-463 (p/ Jaborá)                                 | 22,0 km            | 402,7 km           | Pavimentado |
| Catanduvas                                                       | 3,6 km             | 406,3 km           | Pavimentado |
| Entroncamento BR-153 (p/ Irani)                                  | 27,6 km            | 433,9 km           | Pavimentado |
| Ponte Serrada                                                    | 23,8 km            | 457,7 km           | Pavimentado |
| Início do trecho coincidente com a BR-480 / Entroncamento SC-466 | 41,0 km            | 498,7 km           | Pavimentado |
| Fim do perímetro urbano de (Xanxerê)                             | 8,5 km             | 507,2 km           | Duplicado   |
| Fim do trecho em duplicação                                      | 3,8 km             | 511,0 km           | Duplicado   |
| Fim do trecho coincidente com a BR-480 / SC-468 (Chapecó)        | 34,2 km            | 532,9 km           | Pavimentado |
| Entroncamento SC-469 (A) / SC-466 (Pinhalzinho)                  | 43,3 km            | 576,2 km           | Pavimentado |
| Início do trecho coincidente com a BR-163 (São Miguel do Oeste)  | 72,6 km            | 648,8 km           | Pavimentado |
| Fim do trecho coincidente com a BR-163                           | 8,5 km             | 657,3 km           | Pavimentado |
| Fronteira Brasil/Argentina (Ponte sobre o Rio Peperiguaçu)       | 20,7 km            | 678,0 km           | Pavimentado |

Extensão pavimentada: 678,0 km (100,00%)
Extensão duplicada: 25,1 km (3,70%)

## Ligação do Litoral ao Planalto Serrano Catarinense
A ligação terrestre entre Desterro e Lages é descrita por Antônio Carlos Werner em seu livro "Caminhos da Integração Catarinense. Do Caminho das Tropas à Rodovia BR 282".
A construção da rodovia, neste trecho, foi lenta e gradual. O primeiro trecho, entre a BR 116 e a localidade de Índios, foi entregue na década de 1950. Depois de décadas sem progressos e projetos que jamais saíram do papel, inaugurou-se um trecho entre o Rio Canoas e Bom Retiro nos idos de 1983, entre Bom Retiro e Rancho Queimado (o mais complexo, que transpõe a Serra da Boa Vista) em 1986, e o restante foi sendo entregue ainda, aos poucos, até sua total conclusão em fins da década de 1990. Ainda resta a retificação de um trecho urbano entre Palhoça e Santo Amaro, ainda sobre o traçado da antiga estrada, e numa área com grande fluxo de pedestres e ciclistas.
Empresários, lideranças políticas e sociedade civil do Planalto Serrano e da região atendida pela rodovia reivindicam sua total duplicação.

## Tragédias
No dia 9 de outubro de 2007, a BR-282, na região do município de Descanso, foi local do mais grave acidente rodoviário de Santa Catarina nos últimos anos. Resultaram da tragédia 27 mortos e mais de 100 feridos .
Em 5 de março de 2011, um sábado de carnaval, outra tragédia foi registrada a 9 km de onde ocorreu a primeira. Agora foram 29 mortos, envolvendo um ônibus de turismo e um caminhão carregado com madeiras.